# Большой Батрас
Большой Батрас — деревня в Заинском районе Татарстана. Входит в состав Тюгеевского сельского поселения.

## География
Находится в восточной части Татарстана на расстоянии приблизительно 21 км на юго-запад по прямой от районного центра города Заинск у речки Батраска.

## История
Основана в начале XVIII века. Упоминалось также как Драгуново, Драгун-Бехметьево, Барский Батрас. В конце XIX века была построена церковь. В 1927 году часть жителей переехала в новую деревню Холодный Ключ. В советское время работали колхозы «Первое мая», «Пролетарий», им. Энгельса, «Рассвет», позже СПК «Батрас».

## Население
Постоянных жителей было: в 1724 — 12, в 1795 — 51 душа муж. пола; в 1859—356, в 1897—527, в 1920—604, в 1926—642, в 1938—322, в 1949—250, в 1958—216, в 1970—206, в 1979—100, в 1989—120, в 2002—107 (русские 92 %), 87 в 2010.